# Agriocnemis dobsoni
Agriocnemis dobsoni е вид водно конче от семейство Coenagrionidae.

## Разпространение
Видът е разпространен в Австралия (Куинсланд).